# Christer Basma
Ole Christer Basma (Oslo, 1 augustus 1972) is een voormalig betaald voetballer uit Noorwegen die speelde als verdediger. Hij speelde jarenlang voor Rosenborg BK en beëindigde zijn loopbaan in 2010 bij Ranheim Fotball.

## Interlandcarrière
Onder leiding van bondscoach Egil "Drillo" Olsen maakte Basma zijn debuut voor het Noors voetbalelftal op 29 november 1995 in het oefenduel tegen Trinidad en Tobago (3-2) in Port of Spain. Hij speelde in totaal veertig interlands voor zijn vaderland.

## Erelijst
Rosenborg BK
- Landskampioen

1998, 1999, 2000, 2001, 2002, 2003, 2004, 2006
- Beker van Noorwegen

1999, 2003